# Willian Klaus
Willian Klaus (Dois Irmãos, 11 gennaio 1994) è un calciatore brasiliano, difensore del Remo.

## Caratteristiche tecniche
È un centravanti.

## Carriera
Cresciuto nel settore giovanile della Juventude, ha esordito in prima squadra il 12 marzo 2015 in occasione del match del Campionato Gaúcho perso 1-0 contro l'União Frederiquense.
Nel 2017 è stato acquistato dall'Internacional.